# 泛包絡代數
在數學中，我們可以構造任意李代數 {\displaystyle L} 的泛包絡代數 {\displaystyle U(L)}。李代數一般並非結合代數，但泛包絡代數則是帶乘法單位元的結合代數。李代數的表示理論可以理解為其泛包絡代數的表示理論。在幾何上，泛包絡代數可以解釋為李群上的左不變微分算子。

## 泛性質
以下固定域 {\displaystyle K}。首先注意到：對任意帶乘法單位元的 {\displaystyle K}-結合代數 {\displaystyle U}，定義括積 {\displaystyle [a,b]:=ab-ba}，可視 {\displaystyle U} 為李代數。
泛包絡代數係指帶單位元的結合代數 {\displaystyle U(L)} 及一個指定的李代數同態 {\displaystyle i:L\to U(L)}。這對資料由下述泛性質刻劃：
對任意帶乘法單位元的 {\displaystyle K}-結合代數 {\displaystyle A}， 若存在李代數同態
{\displaystyle h:L\to A}。
則存在唯一的代數同態
{\displaystyle g:U(L)\to A}
使之滿足
{\displaystyle g\circ i=h}
換言之，函子 {\displaystyle L\mapsto U(L)} 滿足下述關係：
{\displaystyle \mathrm {Hom} _{\mbox{Alg.}}(U(L),A){\stackrel {\sim }{\to }}\mathrm {Hom} _{\mbox{Lie alg.}}(L,A)}
{\displaystyle g\mapsto g\circ i}
藉此，可視 {\displaystyle U(-)} 為 {\displaystyle U}（單位結合代數）{\displaystyle \mapsto U}（李代數）的左伴隨函子。

## 構造方式
首先考慮張量代數 {\displaystyle T(L)}，此時有自然的包含映射 {\displaystyle i_{0}:L\to T(L)}。取 {\displaystyle I\subset T(L)} 為下列元素生成的雙邊理想
{\displaystyle a\otimes b-b\otimes a-[a,b]\quad (a,b\in L)}
定義
{\displaystyle U(L):=T(L)/I}
所求的映射 {\displaystyle i:L\to U(L)} 為 {\displaystyle i_{0}:L\to T(L)} 與商映射的合成。容易驗證 {\displaystyle i} 保存李括積。
根據上述構造，可直接驗證所求的泛性質。

## 基本性質
- 若 {\displaystyle L} 可交換，則 {\displaystyle U(L)} 亦然；此時 {\displaystyle U(L)} 同構於多項式代數。
- 若 {\displaystyle L} 來自李群 {\displaystyle G}，則 {\displaystyle U(L)} 可理解為 {\displaystyle G} 上的左不變微分算子。
- {\displaystyle U(L)} 的中心 {\displaystyle Z(U(L))} 顯然包含 {\displaystyle i(Z(L))}，但不僅如此，通常還包括更高階的元素，例如喀希米爾元素；這種元素給出李群上的拉普拉斯算子。

## 庞加莱-伯克霍夫-维特定理
庞加莱-伯克霍夫-维特定理是泛包絡代數的根本定理之一。取定有限維李代數 {\displaystyle L} 的基 {\displaystyle X_{1},\ldots ,X_{n}}，此定理斷言
{\displaystyle X_{1}^{e_{1}}\cdots X_{n}^{e_{n}}\quad (e_{1},\ldots ,e_{n}\in \mathbb {Z} _{\geq 0})}
是 {\displaystyle U(L)} 的基。此定理的直接推論是：{\displaystyle i:L\to U(L)} 為單射。

## 表示理論
在泛性質中取 {\displaystyle A=\mathrm {End} (V)}，其中 {\displaystyle V} 為任意向量空間，遂可等同 {\displaystyle L} 的表示與 {\displaystyle U(L)} 的表示，後者不外是 {\displaystyle U(L)}-模。藉此觀點，李代數表示理論可視為模論的一支。
群代數之於群表示一如泛包絡代數之於李代數的表示。兩者都具有霍普夫代數結構。

## 文獻
- Dixmier, Jacques, Enveloping algebras. Revised reprint of the 1977 translation. Graduate Studies in Mathematics, 11. American Mathematical Society, Providence, RI, 1996. xx+379 pp. ISBN 0-8218-0560-6